# アントン・フィグ
アントン・フィグ（Anton Fig、1952年8月8日 - ）は、南アフリカ・ケープタウン出身のドラマー、打楽器奏者。

## 略歴
4歳でドラムを始め、多くのローカル・バンドでプレイしたのち、さらなる可能性を追求するためにボストンに移住。ニューイングランド音楽院でジャズと古典音楽の両方を学び、1975年に抜群の成績で卒業。翌76年にニューヨークに移り、フリーのセッション・ミュージシャンとしてのキャリアをスタートさせた。
1978年、キッスに在籍していたエース・フレーリーの初のソロ・アルバムに参加。彼に気に入られて、キッスのアルバム『地獄からの脱出』（1979年）と『仮面の正体』（1980年）にピーター・クリスの影武者として参加した。
1980年には、ニューヨークを拠点にしていたスパイダーに在籍してアルバム2作の制作に参加。1982年にはスパイダー改めShanghaiのアルバム制作にも参加した。1984年から1987年までは、フレーリーがキッスを脱退して結成したフレーリーズ・コメットに在籍した。
レコーディング、ライヴなどセッション活動も数多くこなし、ウォーレン・ジヴォン、ピーター・フランプトン、シンディ・ローパー、リンク・レイ、ロバート・ゴードンなどと仕事をした。
1986年からは、CBSで深夜に放送されている人気トーク番組「レイト・ショー・ウィズ・デイヴィッド・レターマン」の専属バンドであるCBSオーケストラのレギュラー・メンバーとして活動中。番組中でマイルス・デイビス、ジェームズ・ブラウン、ブルース・スプリングスティーン、スティーヴ・ウィンウッド、ボニー・レイット、トニー・ベネットら錚々たる顔ぶれと共演したほか、番組の外でもスティーヴィー・ワンダー、フェイス・ヒル、リトル・リチャードら名だたるミュージシャンたちをサポート。
ロックの殿堂の専属バンド、1996年アトランタ・オリンピックの閉会式におけるB.B.キングのバック、9.11テロを受けて2001年10月20日にニューヨークのマディソン・スクエア・ガーデンで開催されたコンサート・フォー・ニュー・ヨークでも演奏している。レターマンはフィグを称してバディ・リッチ Jr.と称賛している。
本来のセッション・ドラマーとしてはポール・サイモン、ブッカー・T&ザ・MG's、トンプソン・ツインズなどのほか、ボブ・ディランのデビュー30周年記念コンサートにはジム・ケルトナーとのツイン・ドラムスで参加。
1992年にはダック・ダンやブッカー・T・ジョーンズと共に、忌野清志郎のアルバム「Memphis」に参加。同年には、清志郎の日本武道館公演にも参加し、ブッカー・T&ザ・MG's、オーティス・レディング、RCサクセション等の曲もプレイ。この模様はライヴ盤「HAVE MERCY!」としてリリースされた。
1996年にはドラム教則ビデオ"In the Groove"、教則本"Late Night Drumming"をリリースした。
2002年には構想に3年を費やした初のソロ・アルバム"Figments"を発表。リッチー・ヘブンス、ブライアン・ウィルソン、アイヴァン・ネヴィル、セバスチャン・バック、エース・フレーリー、アル・クーパー、クリス・スペディング、ドナルド 'ダック' ダンなど豪華なメンバーが参加した。
2006年にはブラックモアズ・ナイトの"The Village Lanterne"のレコーディングに参加した。